# Высоко в облаках (мультфильм)
«Высоко в облаках» (англ. High in the Clouds) — будущий американский компьютерно-анимационный музыкальный фильм режиссёра Тоби Генкеля и сценариста Джона Крокера. Сюжет основан на одноимённой сказочной повести Пола Маккартни. Главные роли в фильме озвучили Химеш Патель и Ханна Уоддингем.

## Сюжет
В центре сюжета фильма «Высоко в облаках» — капризный бельчонок Вилли по прозвищу Вилка, который оказывается втянут в эксцентричную команду подростков-бунтарей, после того как случайно обижает тираничную сову-вожака, которая крадёт голос у каждого, кто ей мешает.

## В ролях
- Химеш Патель — «Вилка», капризный бельчонок[1]
- Ханна Уоддингем — Гретч, сова-тиран
- Идрис Эльба — Баррел
- Пом Клементьефф — Мина
- Пол Маккартни — Маккензи
- Ринго Старр — Рой
- Лайонел Ричи
- Ален Шабат
- Джимми Фэллон
- Селин Дион
- Клеманс Поэзи — Дорис

## Производство
Впервые фильм был анонсирован в 2013 году, режиссёром стал Тони Бэнкрофт, сценарий написал Джош Клаузнер. Премьера фильма в прокат была запланирована на 2015 год, а в качестве саундтрека к фильму была написана оригинальная песня Леди Гаги. В 2017 году, после того как первоначальная продюсерская компания RGH Entertainment закрыла свой офис в Вудленд-Хиллз, фильм был опционирован компанией Gaumont.
В декабре 2019 года стало известно, что к проекту подключается компания Netflix, которая заключила партнерство с дочерней анимационной студией Gaumont для совместного производства. Режиссером фильма стал Тимоти Реккарт, а продюсером и автором оригинальных песен и партитуры для фильма Пол Маккартни.
В октябре 2023 года Netflix отказался от участия в проекте, вернув фильм в независимое производство, а Тоби Генкель заменил Реккарта на посту режиссера. Сценарий напишет Джон Крокер, а партитуру напишет Майкл Джаккино. В актёркский состав вошли Гэбриел Бейтман и Джим Гэффиган в ролях Вилки и Гретча. Анимация будет создана DNEG Animation, Gaumont и Nickelodeon Movies выступят сопродюсерами, а Paramount Pictures сохранит права на прокат фильма во всём мире, за исключением Китая.
Премьера запланирована на 2027 год.